# Terremoto de Guatemala de 2022
El terremoto de Guatemala de 2022 fue un movimiento sísmico con una magnitud de 6,2 Mw según USGS y 6,2 según CONRED, ocurrido el miércoles 16 de febrero de 2022 a la 01:12 hora local (07:12:25 UTC). El epicentro se situó en tierra al sursureste de Nueva Concepción, Escuintla, Guatemala. El sismo se pudo percibir en gran parte de Guatemala, así como en Chiapas,  El Salvador y partes de Honduras; Casualmente ese día se cumplían cuatro años del Terremoto de Oaxaca de 2018 ocurrido en México. Los daños fueron generalizados pero leves en la capital guatemalteca, Ciudad de Guatemala y sus alrededores, lo que resultó principalmente en paredes agrietadas y deslizamientos de rocas.

## Datos
El terremoto ocurrió a las 1:12 (UTC-6) del miércoles 16 de febrero de 2022, con una magnitud de 6,8 según datos del Insivumeh y epicentro en Nueva Concepción, Escuintla, según el Servicio Geológico de los Estados Unidos y el Insivumeh.
El mismo día también se registraron un gran número de réplicas, siendo las más fuertes las de magnitud 5,0, 4,8 y 4,7.
Se pudo percibir hasta Chiapas, El Salvador y Honduras, donde no se reportaron daños en ambos lugares.

## Daños
Al menos 89.785 personas resultaron afectadas por el terremoto. Se reportaron daños en 22 carreteras, 10 viviendas con daño leve, 2 con daño moderado y 1 con daño severo; 13 personas damnificadas, 7 edificios y 10 edificios de salud afectados, mientras que tres personas murieron por infarto, cada una en Mixco, Quetzaltenango y Alta Verapaz, y dos resultaron heridas.